# Goniops chrysocoma
Goniops chrysocoma (лат.) — вид слепней из подсемейства Pangoniinae, единственный представитель рода Goniops.

## Внешнее строение
Длина тела самок 12—14 мм, самцов 10—12 мм. Общая окраска тела от желтоватой до тёмно-коричневой. Глаза голые. У самцов они соприкасаются, у самок — широко расставлены (лоб почти квадратный). Лицо вогнутое. Первые два членика усиков (скапус и педицелл) короткие, флагеллум разделён на восемь чётких члеников без выступов. Щупики длинные жгутика усика. Хоботок менее трёх четвертей длины головы. Крылья с коричневым рисунком. Четвёртая радиальная жилка (R4) изогнута, с большим отростком отростка. Птеростигма не выражена. Брюшко округлое. У более тёмных форм задние края брюшных тергитов желтоватые.

## Биология
Самки не кровососущие, питаются нектаром цветков. Они откладывают яйца на нижнюю сторону листьев растений. После этого они присматривают за яйцекладкой в течение нескольких дней, пока не появятся личинки. После откладки яиц самка закрывает яйца своим телом. С помощью вибрации крыльев она издаёт предупреждающий звук, который напоминает звук от проведения карточкой по зубьям расчёски. Вцепляясь своими коготками в лист, самка остается около яйцекладки до смерти. Паразитом яиц является наездник Telenomus goniopis. Было отмечено, что в кладках, охраняемых самками, паразитов не появлялось.
Личинки колбовидной формы (похожи на личинок рода Scaptia), развиваются в почве.

## Систематическое положение
В 1892 году Джон Мертон Олдрич описал вид Goniops hippoboscoides в самостоятельном роде Goniops. В дальнейшем этот вид признан синонимом вида Pangonia chrysocoma, которого описал Фёдор Романович Остен-Сакен в 1875 году и получил нынешнее название Goniops chrysocoma. Иэн Маккерас рассматривал род Goniops в составе трибы Scionini. В 2014 году Брайан Лессард выделил род Goniops в монотипическую трибу Goniopsini.

## Распространение
Вид встречаются на востоке США от штата Нью-Йорк на севере до Виргинии на юге и Арканзаса запад. Вероятно обнаружение в Техасе.